# Aamito Lagum
Aamito Stacie Lagum (Kampala; 3 de diciembre de 1992) es una modelo ugandesa, conocida por ser la ganadora de la primera temporada del programa de telerrealidad Africa's Next Top Model.

## Biografía
Lagum nació de su madre soltera, Sidonia Ayaa, en Kampala. Luego de perder su trabajo, su madre se mudó a Kitgum para instalarse con sus abuelos. Lagum regresó a Kampala para continuar sus estudios en la escuela primaria St. Jude, la secundaria Adventista del Séptimo Día de Katikamu y la secundaria St. Lawrence.
A los dieciséis años, Lagum comenzó a dedicarse a la carrera de modelaje. Su primer trabajo fue en la Semana de la Moda de Uganda, donde caminó para la Colección GW de Gloria Wavamunno. En 2012, conoció a la diseñadora Adele Dejak, quien la llevó a Kenia para una sesión de fotos.

## Carrera

### Africa's Next Top Model
En 2013, Lagum participó en un casting para la primera temporada del programa televisivo Africa's Next Top Model, una serie derivada de America's Next Top Model, pero con modelos de África. Para ello realizó un viaje en autobús de 16 horas desde Kampala hasta Nairobi, Kenia. Más tarde, la presentadora y modelo Oluchi Onweagba le llamó y fue elegida para ir a Ciudad del Cabo, Sudáfrica, como una de las doce finalistas.
Lagum rápidamente se ganó la atención de los jueces e invitados del espectáculo, al ganar varias de las mejores fotos y la oportunidad de aparecer en la edición sudafricana de ELLE por haber conseguido la mejor fotografía en la novena semana. Lagum llegó a la final en la décima semana de la competencia junto a Opeyemi Awoyemi de Nigeria y Michaela Pinto de Angola. Luego de una audición con DNA Models, se coronó como la ganadora del programa.
Como parte de sus premios, Lagum recibió un contrato de modelaje de un año con DNA Model Management, la imagen de marca para Procter & Gamble, Etisalat, Snapp y Verve International, un contrato de 1 año como embajadora de South African Tourism y un premio en efectivo de 50 000 dólares.

### Luego del programa
Después de ganar el Africa's Next Top Model, Lagum firmó con Boss Model Management en Sudáfrica y apareció en un editorial para Marie Claire South Africa en agosto de 2014. Más tarde firmó con DNA Model Management y se mudó a Nueva York. La temporada del 2015, Lagum debutó en la Semana de la Moda de esa ciudad caminando en la pasarela para Lacoste, Marc by Marc Jacobs, J. Mendel, Rag & Bone, Giles Deacon, Jonathan Saunders, Paul Smith y Bottega Veneta. Luego abrió la colección de Balenciaga en París, lo que la hizo la primera modelo negra en dar inicio al desfile bajo la dirección creativa de Alexander Wang. Continuó su racha al modelar para Lanvin, Dries van Noten, H&M, Giambattista Valli y Hermès.
Al final de la temporada fue catalogada como una de las mejores revelaciones por models.com y style.com. Desde entonces, ha aparecido en varias revistas, incluyendo: i-D, Interview, Love, W, V; la edición estadounidense de Harper's Bazaar; las ediciones italiana y sudafricana de ELLE y L'Officiel; las ediciones italiana, ucraniana, británica, alemana, mexicana y española de Vogue y Teen Vogue; y la edición italiana de Vanity Fair. En abril de 2017 apareció en la portada de la revista Allure y en agosto del mismo año apareció en la portada británica de ELLE. Lagum también ha aparecido en lookbooks para Hugo Boss, Área, Narciso Rodríguez, Kenzo, Acne Studios, Guerlain, Nordstrom, Barneys New York, Sonia Rykiel, Saks Fifth Avenue, así como en un publirreporaje para Kenzo y una campaña publicitaria para Marc Jacobs filmada por David Sims.
En octubre de 2015, Cosmopolitan clasificó a Lagum como una de las participantes más exitosas de la franquicia Top Model.